# 東品川
東品川（ひがししながわ）は、東京都品川区の町名。現行行政地名は東品川一丁目から東品川五丁目。住居表示実施済区域。

## 地理
品川区東部に位置する。北部は港区港南に接する。東部は東京港をはさんで品川区東八潮に接する。南東部一体は京浜運河をはさんで品川区八潮に接する。南部は東京都道420号鮫洲大山線をはさんで品川区東大井に接する。西部は元なぎさ通り・八ツ山通りに接し、これを境に品川区南品川・北品川になる。
東品川は旧来の陸地と新興の埋立地からなっており、住宅、オフィスビル、港湾関連の施設、工場、商店などが見られる。東品川二丁目は天王洲アイルと呼ばれており、1990年代以降、先端的なオフィスビルが次々と登場した区域として知られる。東品川五丁目は北部の港区港南とともに品川ふ頭の一角を担っている所で、港湾関連の施設や発電所が見られる。
- 東品川一丁目 - 東品川北西部。一丁目北部から東部にかけて天王洲運河に接している。一丁目南部は目黒川に接しており、一丁目南東端が目黒川の河口に当たる。一丁目北部には天王洲橋が、一丁目西部には新東海橋が、一丁目南部は昭和橋、新品川橋がそれぞれ架かっている。一丁目西部は八ツ山通りに接し、これを境に北品川一丁目となっている。一丁目内を東西に山手通り、南北に旧海岸通り（山手通りの交差部分まで）・海岸通りが通っている。旧海岸通り沿い付近を中心にオフィスビルが並ぶほかは、主に住宅地となっている。テレビ東京天王洲スタジオはここにある。

- 東品川二丁目 - 東品川中北部。二丁目北部と西部は天王洲運河に接する。二丁目東部は京浜運河に接する。二丁目南部は天王洲南運河に接する。北辺では天王洲大橋、東辺では品川ふ頭橋、南辺では東品川橋、西辺では新東海橋で隣地へ繋がれている。二丁目は天王洲アイルと呼ばれており、かつて倉庫街であったが、再開発によりインテリジェントビルが建ち並ぶようになった。他に企業による倉庫や都営アパート、公園などからなっている。天王洲アイル駅も二丁目にある。

- 東品川三丁目 - 東品川中部。三丁目北部は目黒川と天王洲南運河、三丁目東部は京浜運河が流れている。三丁目西部には元なぎさ通りが通っておりこれを境に南品川と接している。また三丁目内には他に南北に海岸通りと天王洲通りが通っている。三丁目南部はジュネーヴ平和通りが東西に通っており、これを境に東品川四丁目となっている。マンションのほか、ビルや学校が見られる。

- 東品川四丁目 - 東品川南部。東部は京浜運河が流れている。四丁目東部の八潮とは八潮橋で繋がっている。四丁目西部には元なぎさ通りが通っており、これを境に南品川と接している。また、四丁目内には他に南北に海岸通りと天王洲通りが通っている。四丁目北部はジュネーヴ平和通りが東西に通っており、これを境に東品川三丁目となっている。当地の海岸通りより東側の一帯は、日本たばこ産業品川工場があったが、この跡地は再開発によって品川シーサイドというインテリジェントビルや高層マンション、ショッピングセンターなどが複合した建物群へと変わった。品川シーサイド駅も当地にある。品川シーサイド以外の四丁目もビルやマンションなどが並ぶ地域となっている。

- 東品川五丁目 - 東品川北東部。東品川西部の東品川二丁目とは品川ふ頭橋で繋がっている。五丁目は品川ふ頭の南側のうち、品川区の範囲にあたる（北部は港区港南五丁目になる）。五丁目内には埠頭用地としてコンテナヤードやバンプールがあるほか、JERAの火力発電所や公園がある。

### 地価
住宅地の地価は、2025年（令和7年）1月1日の公示地価によれば、東品川1-39-2の地点で126万円/m2、東品川4-2-11の地点で115万円/m2となっている。

## 歴史

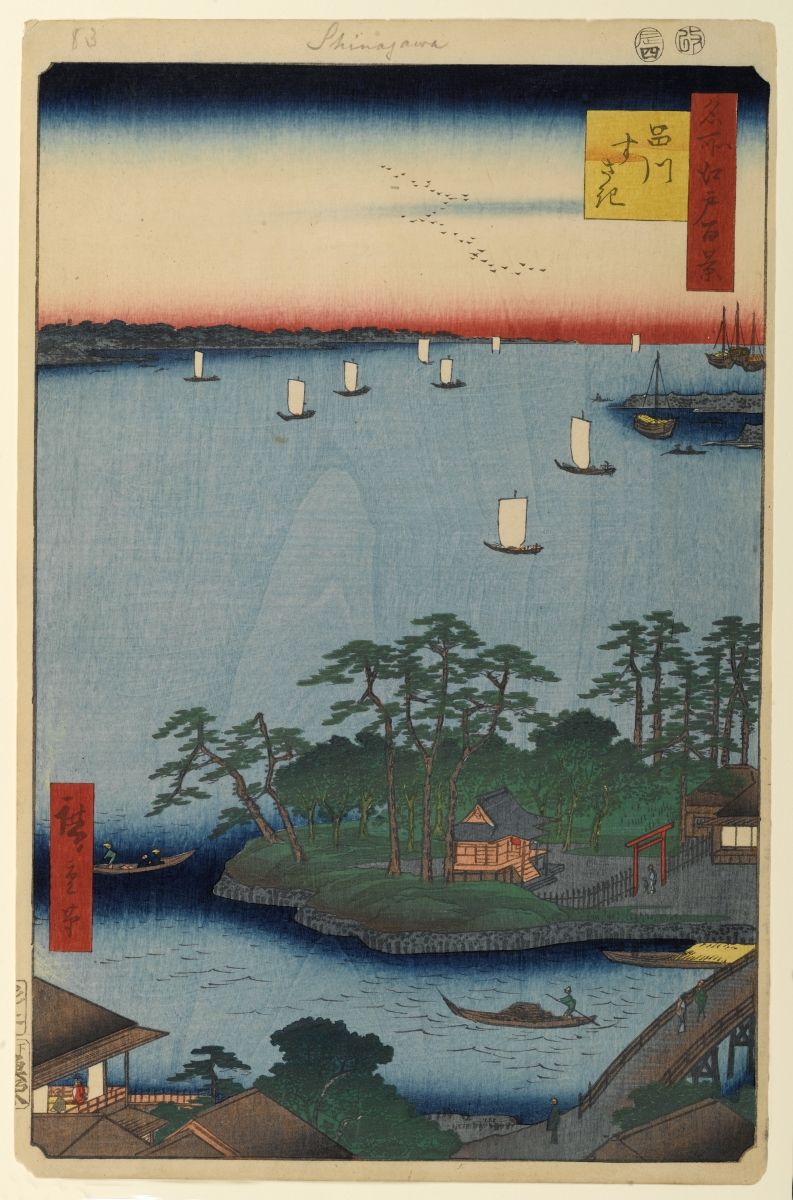
歌川広重『名所江戸百景』より、地域内の往時の様子。画中の神社は現在の利田（かがた）神社（東品川1-7-17）。
手前の水路（当時の目黒川河口）は今では一部を除いて道路になり、背後の海も一部水路を除いて沖まで埋め立てられている。左下の遊郭は有名な土蔵相模を描いたものだともいう。

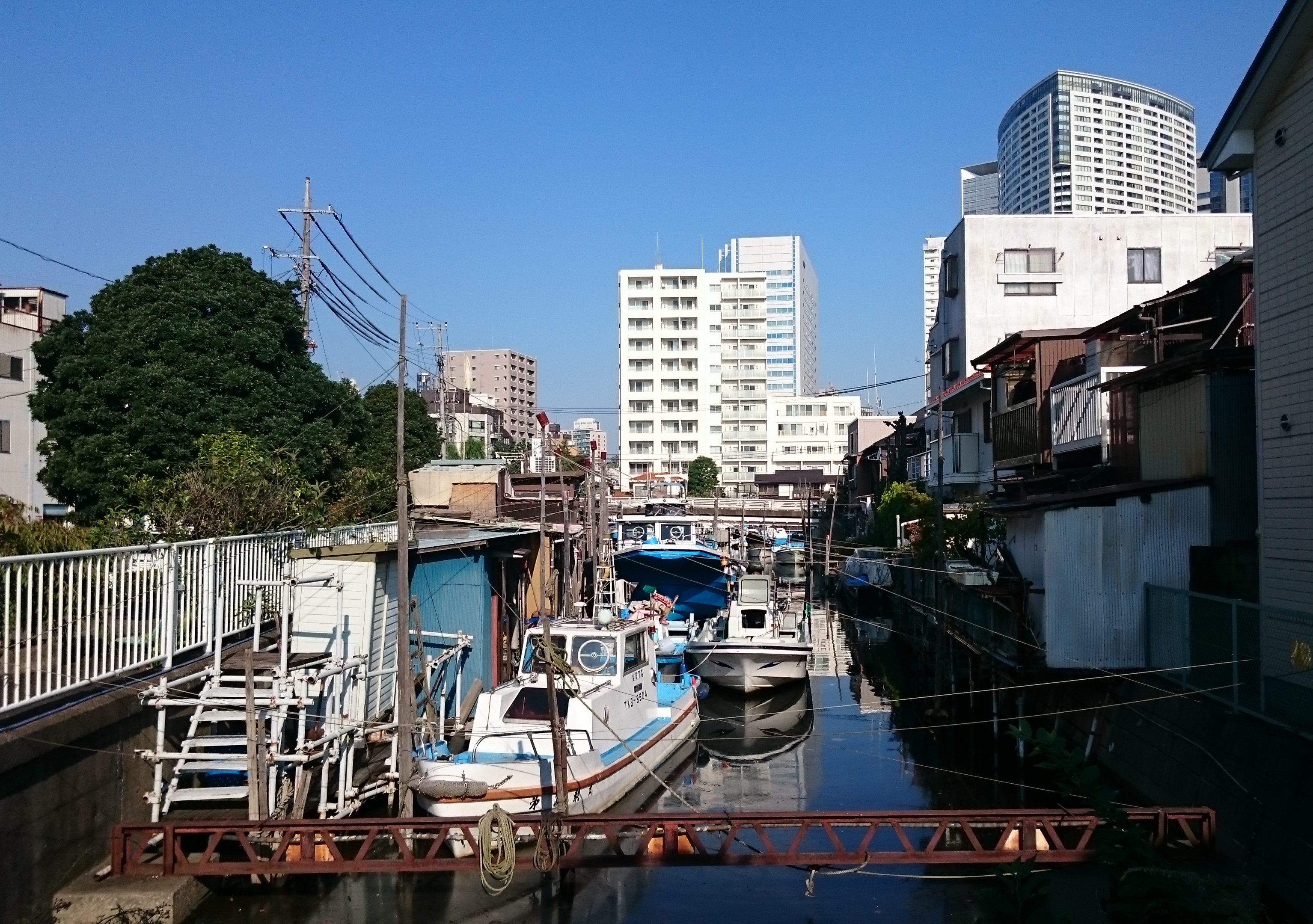
利田神社脇の水路（2016年10月）

- 1969年（昭和44年）11月16日 - 品川警察署が学生デモの襲撃を受ける。学生側の投石および火炎瓶を投擲に警察側も催涙弾などで対抗[6]。

## 世帯数と人口
2023年（令和5年）1月1日現在（東京都発表）の世帯数と人口は以下の通りである。
| 丁目         | 世帯数     | 人口     |
| ------------ | ---------- | -------- |
| 東品川一丁目 | 2,616世帯  | 4,391人  |
| 東品川二丁目 | 1,090世帯  | 1,743人  |
| 東品川三丁目 | 4,922世帯  | 10,321人 |
| 東品川四丁目 | 3,711世帯  | 8,349人  |
| 東品川五丁目 | 598世帯    | 1,314人  |
| 計           | 12,937世帯 | 26,118人 |

### 人口の変遷
国勢調査による人口の推移。
| 年                 | 人口   |
| ------------------ | ------ |
| 1995年（平成7年）  | 11,858 |
| 2000年（平成12年） | 12,637 |
| 2005年（平成17年） | 17,070 |
| 2010年（平成22年） | 19,551 |
| 2015年（平成27年） | 20,197 |
| 2020年（令和2年）  | 26,618 |

### 世帯数の変遷
国勢調査による世帯数の推移。
| 年                 | 世帯数 |
| ------------------ | ------ |
| 1995年（平成7年）  | 4,949  |
| 2000年（平成12年） | 5,596  |
| 2005年（平成17年） | 8,206  |
| 2010年（平成22年） | 9,593  |
| 2015年（平成27年） | 9,987  |
| 2020年（令和2年）  | 13,392 |

## 学区
区立小・中学校に通う場合、学区は以下の通りとなる（2020年4月時点）。
| 丁目         | 番地             | 小学校                 | 中学校（2019年度入転学） | 中学校（2020年度入転学） |
| ------------ | ---------------- | ---------------------- | ------------------------ | ------------------------ |
| 東品川一丁目 | 30〜39番         | 品川区立城南第二小学校 | 品川区立東海中学校       | 品川区立東海中学校       |
| 東品川一丁目 | その他           | 品川区立台場小学校     | 品川区立品川学園         | 品川区立品川学園         |
| 東品川二丁目 | 全域             | 品川区立台場小学校     | 品川区立東海中学校       | 品川区立品川学園         |
| 東品川三丁目 | 1〜21番 28〜32番 | 品川区立城南第二小学校 | 品川区立東海中学校       | 品川区立東海中学校       |
| 東品川三丁目 | その他           | 品川区立城南小学校     | 品川区立東海中学校       | 品川区立東海中学校       |
| 東品川四丁目 | 全域             | 品川区立城南小学校     | 品川区立東海中学校       | 品川区立東海中学校       |
| 東品川五丁目 | 全域             | 品川区立城南第二小学校 | 品川区立東海中学校       | 品川区立東海中学校       |

## 交通
東京臨海高速鉄道 (TWR)
 りんかい線
- 天王洲アイル駅 - 品川シーサイド駅

東京モノレール
 羽田空港線
- 天王洲アイル駅

大井町駅と品川駅から都営バス等のバス路線が域内を通っている。
このほか、東京モノレール羽田空港線と並行する形で首都高速1号羽田線が通っているが、町域内に出入口はない。

## 事業所
2021年（令和3年）現在の経済センサス調査による事業所数と従業員数は以下の通りである。
| 丁目         | 事業所数    | 従業員数 |
| ------------ | ----------- | -------- |
| 東品川一丁目 | 159事業所   | 5,295人  |
| 東品川二丁目 | 325事業所   | 23,824人 |
| 東品川三丁目 | 210事業所   | 5,859人  |
| 東品川四丁目 | 287事業所   | 25,866人 |
| 東品川五丁目 | 23事業所    | 795人    |
| 計           | 1,004事業所 | 61,639人 |

### 事業者数の変遷
経済センサスによる事業所数の推移。
| 年                 | 事業者数 |
| ------------------ | -------- |
| 2016年（平成28年） | 904      |
| 2021年（令和3年）  | 1,004    |

### 従業員数の変遷
経済センサスによる従業員数の推移。
| 年                 | 従業員数 |
| ------------------ | -------- |
| 2016年（平成28年） | 57,563   |
| 2021年（令和3年）  | 61,639   |

## 施設

### 東品川一丁目
- 利田神社
- カナルサイドビル
- パナソニック東品川ビル
- テレビ東京天王洲スタジオ
  - テクノマックス
- DHLジャパン本社
- アート複合施設「TERRADA ART COMPLEX」I, II
  - 横浜美術大学天王洲サテライト（寺田倉庫寄付講座 修復保存コース）

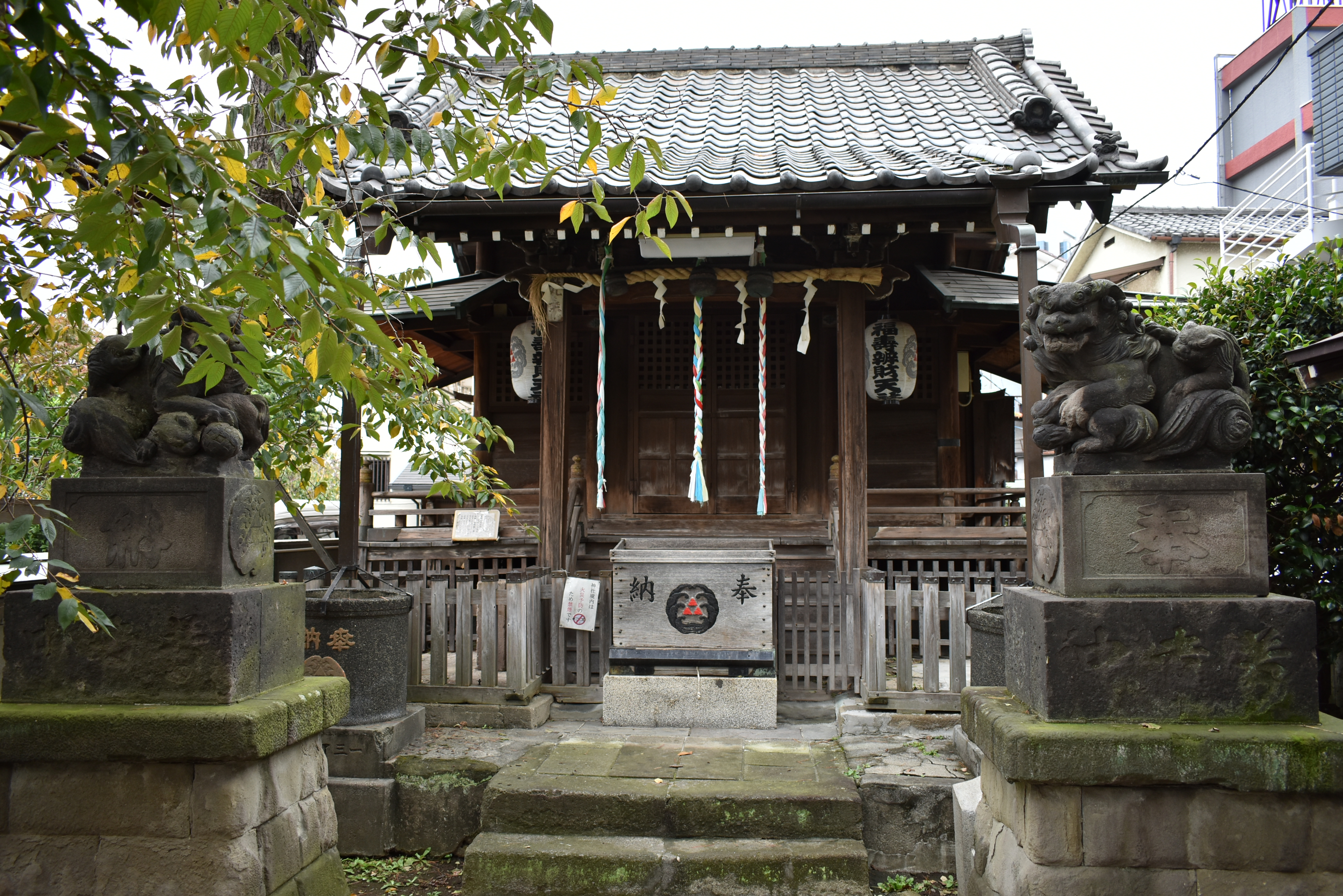
利田神社（2019年10月18日撮影）
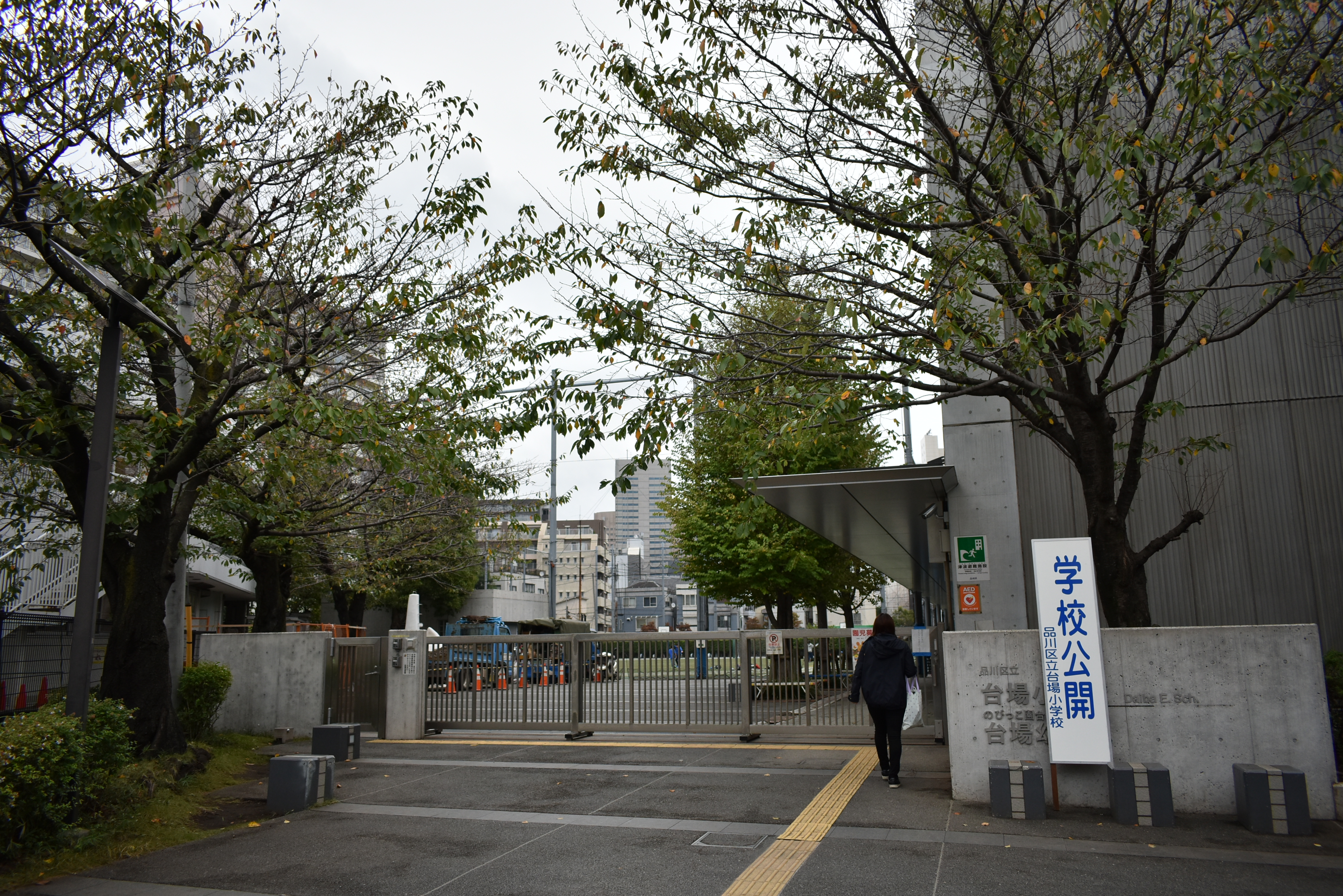
品川区立台場小学校（2019年10月18日撮影）
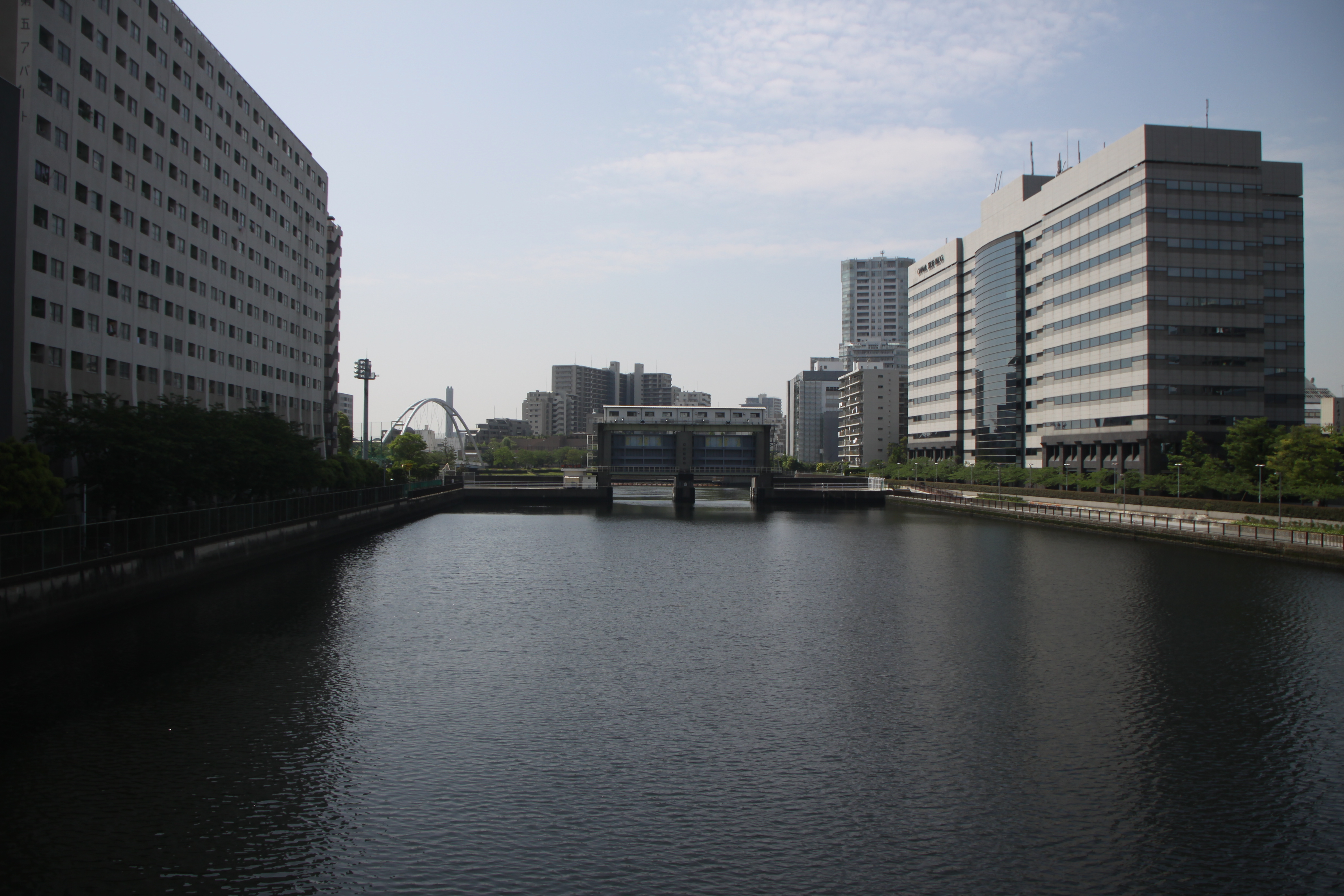
天王洲運河

### 東品川二丁目
- シーフォートスクエア
  - 東京フロントテラス
  - セントラルビルデイング
  - JTBビル
  - 第一ホテル東京シーフォート
  - 天王洲 銀河劇場
- スフィアタワー天王洲
- 天王洲オーシャンスクエア
- 天王洲ファーストタワー（旧：東京MIビル）
  - 富士通マーケティング
- 天王洲セントラルタワー
- 天王洲パークサイドビル
- 天王洲ビュータワー
- 野村不動産天王洲ビル（旧：JALビル）
- サンウッド品川天王洲タワー
- 東横イン品川駅港南口天王洲
- 寺田倉庫
- 品川区立天王洲公園
- アイルしながわ（旧・品川区東品川清掃作業所）[16][17]

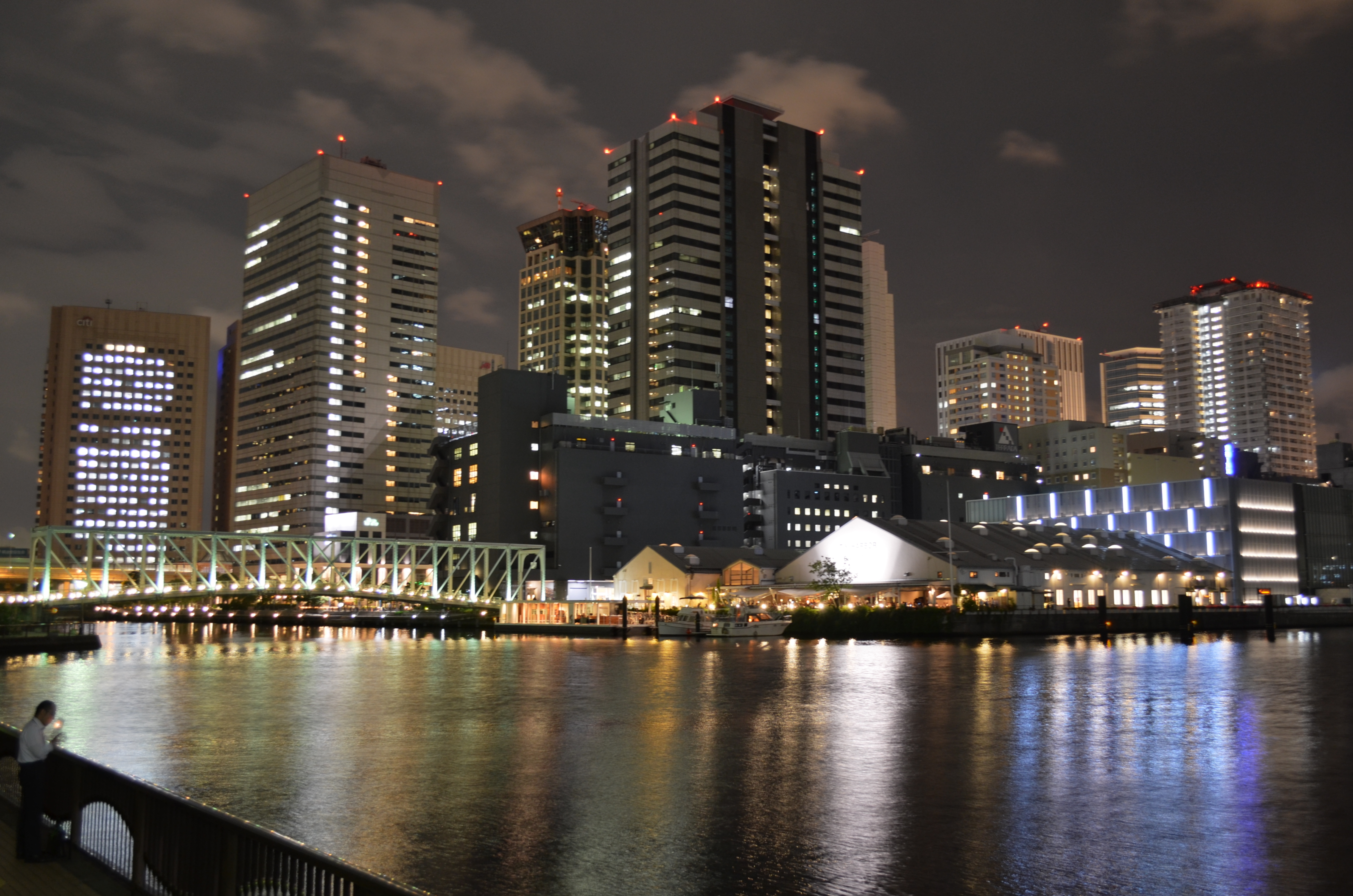
旧海岸通りから見た東品川二丁目

### 東品川三丁目
- 品川警察署
- 品川区立城南第二小学校
- 品川区立東海中学校
- 東京都立八潮高等学校
- 東京都立城南職業能力開発センター（旧：品川技術専門校）
- 社会福祉法人・福栄会（第一しいのき学園、第二しいのき学園）
- 品川区立東品川文化センター
- フジテレビジョン別館
- 東京都下水道局東品川ポンプ所
- 犬塚製作所
- 品川区立東品川海上公園
- 日本トーター本社
- トヨタエルアンドエフ東京本社
- カイゼルハム本社

### 東品川四丁目
- 品川シーサイドフォレスト
  - イオン品川シーサイドショッピングセンター
  - 品川シーサイドパークタワー
  - 品川シーサイドノースタワー
  - 日立ソリューションズタワー (A/B)
  - 品川シーサイドイーストタワー
  - 品川シーサイドウェストタワー
  - 品川シーサイドサウスタワー
  - ハートンホテル東品川
  - 相鉄グランドフレッサ品川シーサイド（旧：ホテルサンルート品川シーサイド）
  - 住友不動産品川シーサイドビル
  - グラスキューブ品川
- コナミスポーツクラブ本社
- 住友不動産品川ビル − 帝産観光バス本社

### 東品川五丁目
- JERA品川火力発電所
- 住友倉庫コンテナヤード
- 第一港運コンテナヤード
- 品川区立品川南ふ頭公園
- シティテラス品川イースト（高級マンション）
- 品川イーストシティタワー（高級マンション）

## その他

### 日本郵便
- 郵便番号 : 140-0002[3]（集配局 : 品川郵便局[18]）。